# Francesc Massip i Llop
Francesc Massip i Llop (Santa Coloma de Gramenet, 6 d'agost de 1926) va ser un ciclista català que fou professional entre 1948 i 1960. Durant la seva carrera professional aconseguí 19 victòries, entre elles un Campionat d'Espanya i una Volta a Llevant.

## Palmarès
- 1948
  - 1r al Trofeu Jaumendreu
- 1950
  - 1r al Trofeu Jaumendreu
  - 1r al Trofeu Masferrer
- 1951
  - Vencedor d'una etapa de la Volta de les Tres Províncies
- 1952
  - 1r al GP Sniace
- 1953
  -  Campió d'Espanya de ciclisme en ruta
  -  Campió d'Espanya de Muntanya
  - Vencedor d'una etapa de la Bicicleta Eibarresa
- 1954
  - 1r a la Clásica a los Puertos
  - 1r al GP Sniace
  - Vencedor d'una etapa de la Volta a Aragó
- 1955
  - 1r a la Volta a Llevant i vencedor de 2 etapes
  - Vencedor d'una etapa de la Volta a Andalusia
- 1956
  - 1r al Trofeu Masferrer
- 1957
  - 1r a Igualada
  - Vencedor de 2 etapes de la Volta a Astúries

### Resultats al Tour de França
- 1951. 59è de la classificació general
- 1952. 30è de la classificació general
- 1953. 46è de la classificació general
- 1954. 55è de la classificació general
- 1955. Abandona (6a etapa)

### Resultats a la Volta a Espanya
- 1955. 31è de la classificació general
- 1956. 28è de la classificació general
- 1957. 18è de la classificació general

### Resultats al Giro d'Itàlia
- 1954. 39è de la classificació general